# Aleksandr Wasiunow
Aleksandr Siergiejewicz Wasiunow, ros. Александр Сергеевич Васюнов (ur. 22 kwietnia 1988 w Jarosławiu, zm. 7 września 2011 tamże) – rosyjski hokeista.

## Życiorys
- Łokomotiw 2 Jarosław (2002–2007)
- Łokomotiw Jarosław (2006–2008)
- Lowell Devils (2008–2010)
- Albany Devils (2010)
- New Jersey Devils (2010–2011)
- Łokomotiw Jarosław (2011)

Od początku kariery występował w Łokomotiwie Jarosław. Pierwszy mecz ligowy w pierwszej drużynie rozegrał w sezonie 2005/2006. W 2006 był draftowany z 58 miejsca przez New Jersey Devils.
Uczestniczył w turniejach  mistrzostw świata juniorów do lat 18 edycji 2006, mistrzostw świata juniorów do lat 20 edycji 2007.
11 października 2007 strzelił w spotkaniu przeciwko drużynie Dinama Moskwa swojego pierwszego gola w Superlidze. Po dwóch spotkaniach sezonu 2008/2009 przeniósł się do zespołu AHL Lowell Devils. Pobyt za Oceanem zakończył w kadrze klubu NHL, New Jersey Devils. W lipcu 2011 powrócił do Rosji podpisując kontrakt z macierzystym Łokomotiwem Jarosław.
Zginął 7 września 2011 w katastrofie samolotu pasażerskiego Jak-42D w pobliżu Jarosławia. Wraz z drużyną leciał do Mińska na inauguracyjny mecz ligi KHL sezonu 2011/12 z Dynama Mińsk.
Został pochowany w rodzinnym Jarosławiu na cmentarzu Leontjewskoje w Jarosławiu.

## Sukcesy
Reprezentacyjne
- Srebrny medal Mistrzostw Świata Juniorów do lat 20: 2007

Klubowe
- Srebrny medal Mistrzostw Rosji: 2008 z Łokomotiwem